# Arroyo Calfiquitra
Arroyo Calfiquitra är ett vattendrag i Argentina.   Det ligger i provinsen Neuquén, i den sydvästra delen av landet, 1 300 kilometer väster om huvudstaden Buenos Aires.
I omgivningarna runt Arroyo Calfiquitra växer i huvudsak blandskog. Trakten runt Arroyo Calfiquitra är nära nog obefolkad, med mindre än två invånare per kvadratkilometer.